# Antonio Moreno Casamitjana
Antonio Moreno Casamitjana, né le 9 juillet 1927 à Santiago du Chili et mort le 31 juillet 2013 à Concepción, est un prélat catholique chilien.

## Biographie
Antonio Moreno Casamitjana est ordonné prêtre  en 1949. Casamitjana est nommé évêque titulaire de Mades (de) et évêque auxiliaire de Santiago du Chili en 1986. En 1989 il est nommé archevêque de Concepción (Santissima Concezione). Il prend sa retraite en 2006.